# Безымянная (приток Рудни)
Безымянная — река в России, протекает в Починковском районе Нижегородской области. Устье реки находится в 20 км по правому берегу реки Рудня. Длина реки составляет 10 км.
Исток реки юго-восточнее села Дивеев Усад в 14 км к югу от райцентра, села Починки. Течёт на север параллельно Рудне, пока не впадает в неё напротив села Новоспасское в 7 км к юго-западу от села Починки. В межень верховья пересыхают.

## Данные водного реестра
По данным государственного водного реестра России относится к Верхневолжскому бассейновому округу, водохозяйственный участок реки — Алатырь от истока и до устья, речной подбассейн реки — Сура. Речной бассейн реки — (Верхняя) Волга до Куйбышевского водохранилища (без бассейна Оки).
По данным геоинформационной системы водохозяйственного районирования территории РФ, подготовленной Федеральным агентством водных ресурсов:
- Код водного объекта в государственном водном реестре — 08010500212110000038116
- Код по гидрологической изученности (ГИ) — 110003811
- Код бассейна — 08.01.05.002
- Номер тома по ГИ — 10
- Выпуск по ГИ — 0